# 옐레나의 세계
옐레나의 세계 혹은 옐레닌 스벳(Jelenin svet, '옐레나의 세상'이라는 뜻의 세르비아어)은 세르비아의 전 세계 랭킹 1위 여자 테니스 선수인 옐레나 얀코비치를 다룬 2008년작 다큐멘터리 영화이다. 옐레나 얀코비치가 실제로 직접 영화 속 자기자신의 역할을 맡아 연기했으며 탄쟈 브자코비치(Tanja Brzaković)가 감독을 맡았다.